# Cazzago Brabbia
Cazzago Brabbia är en ort och kommun i provinsen Varese i regionen Lombardiet i Italien. Kommunen hade 828 invånare (2018).